# Hypoventilation
 Mise en garde médicale
Une hypoventilation pulmonaire est un apport d'air insuffisant au niveau des poumons qui provoque une diminution de la quantité d’oxygène dans le sang (hypoxémie) et une augmentation de la quantité de dioxyde de carbone (hypercapnie), et par conséquent une acidification du sang.
Les origines de l'hypoventilation sont souvent d'ordre médical. La prise de médicaments tels que les barbituriques ou la morphine, les maladies du bulbe rachidien et des muscles respiratoires, l'obésité et la polyglobulie sont des facteurs pouvant empêcher l'air d'arriver normalement dans les poumons.
Une hypoventilation peut également se produire lorsqu'on réduit volontairement sa fréquence respiratoire. On parle alors d'hypoventilation volontaire. Ce type de pratique peut notamment se trouver chez les sportifs qui suivent un entraînement en hypoventilation.